# Karl von Franck
Karl Ritter von Franck (* 18. Januar 1806 in Wien; † 13. April 1867 in Paris) war ein österreichischer General, Kriegsminister und Staatsmann.

## Herkunft
Seine Eltern waren der Bankier, Kaufmann Johann Jakob Ritter von Franck und dessen Ehefrau Anna Maria Graumann. Er war der älteste von sieben Brüdern, darunter Gustav von Franck und Alfred Ritter von Franck.

## Leben
Nachdem er 1823 die Pionierkorps-Schule in Tulln absolviert hatte, diente er beim 4. Infanterieregiment (Hoch- und Deutschmeister) und beteiligte sich an den Kämpfen in Montenegro im Jahre 1838. 1848/49 schloss er sich im Sardinisch-Österreichischen Krieg dem Feldzug in Italien an. Seine militärische Laufbahn war vorbildlich:
Fähnrich im Infanterie-Regiment Nr. 43 (Geppert), Leutnant im Kürassier-Regiment (Wallmoden), Hauptmann im Infanterie-Regiment Nr. 16 und 1847 Major im Infanterie-Regiment Nr. 16. 1848 kam er als Oberstleutnant zum Infanterie-Regiment Nr. 33 (Gyulay), in welchem er bereits 1849 zum Obersten und Regimentskommandeur ernannt wurde. Am 22. Juli 1851 wurde er Generalmajor und kam als Brigadier zunächst in das 11. Armeekorps, aber bereits am 16. August 1851 qua talis zum 12. Armeecorp. Am 1. März 1859 wurde er zum Feldmarschall-Lieutenant ernannt und kam als Adlatus zum kommandierenden General in Ungarn. Am 19. Februar 1864 wurde er österreichischer Kriegsminister und Inhaber des Infanterieregiments 79. 1866 trat er von seinem Posten zurück.
Im Gegensatz zu seinem Bruder Gustav von Franck kämpfte er im Rahmen der Märzrevolution bei der Wiener Revolution 1848 auf Seiten des Kaisers und verteidigte Kriegsminister Latour vor den Revolutionären.
In seine Amtszeit als österreichischer Kriegsminister fällt die Niederlage Österreichs im Deutschen Krieg.